# Journal of Physical Chemistry
Das Journal of Physical Chemistry, üblicherweise als J. Phys. Chem. abgekürzt, ist eine wissenschaftliche Zeitschrift mit Peer-Review mit Fokus auf die Physikalische Chemie. Sie wurde 1896 gegründet, änderte ihren Namen zwischen 1947 und 1950, teilte sich dann 1997 in drei und 2010 schließlich in vier Teile auf. Diese Entwicklung ist eine Reaktion auf die Intensivierung der Forschung in der bearbeiteten Disziplin.

## Geschichte
Von 1896 bis 1996 änderte die Zeitschrift bereits zweimal ihren Namen, die ISSN blieb jedoch gleich:
- 1896–1946: Journal of Physical Chemistry
- 1947–1950: Zeitschrift für physikalische Chemie und Kolloide
- 1951–1996: Journal of Physical Chemistry

In der Zeit von 1997 bis 2009 war die Zeitschrift dann in drei Teile mit den folgenden Namen unterteilt:
- das Journal of Physical Chemistry A, kurz: J. Phys. Chem. A ISSN 1089-5639 für molekulare, theoretische und experimentelle physikalische Chemie
- das Journal of Physical Chemistry B, kurz: J. Phys. Chem. B ISSN 1520-6106 für Feststoffchemie, weiche Materie und Flüssigkeiten;
- das Journal of Physical Chemistry C, kurz: J. Phys. Chem. C ISSN 1932-7447 für Nanotechnologies und molekulare Elektronik.

Seit 2010 ist die Zeitschrift in vier Bereiche unterteilt:
- die drei vorherigen Titel, die jedoch keine Kurzartikel mehr enthalten;
- die Letters from the Journal of Physical Chemistry, kurz: J. Phys. Chem. Lett. ISSN 1948-7185 für kurze Artikel („Mitteilungen“) zu den von der Zeitschrift abgedeckten Bereichen Abschnitte A, B und C der Zeitschrift.